# Jean Walschaerts
Jean Walschaerts (Amberes, 19 de mayo de 1943) es un deportista belga que compitió en ciclismo en las modalidades de pista, especialista en las pruebas de persecución individual y medio fondo, y ruta.
Ganó dos medallas en el Campeonato Mundial de Ciclismo en Pista, oro en 1963 y plata en 1964.

## Medallero internacional
| Campeonato Mundial | Campeonato Mundial | Campeonato Mundial | Campeonato Mundial         |
| Año                | Lugar              | Medalla            | Competición                |
| ------------------ | ------------------ | ------------------ | -------------------------- |
| 1963               | Rocourt (Bélgica)  | Medalla de oro     | Persecución individual (A) |
| 1964               | París (Francia)    | Medalla de plata   | Medio fondo (A)            |